# 蓑川町
蓑川町（みのがわちょう）は、愛知県岡崎市東部地区の町名。現行行政地名は蓑川町および蓑川町1丁目から3丁目。

## 地理
岡崎市南部に位置する。

### 河川
- 竜泉寺川

### 小字
| - 字阿知川原（あちかわはら） - 字荒古（あらこ） - 字井ノ口（いのくち） - 字入メキ（いりめき） - 字後田（うしろだ） - 字欠ノ下（かけのした） - 字上生道（かみなまどう） - 字川田（かわだ） - 字小石亀（こいしがめ） | - 字小深田（こふかだ） - 字清水田（しみずだ） - 字下生道（しもなまどう） - 字砂田（すなだ） - 字帯刀田（たいとうだ） - 字寺辺（てらべ） - 字天棒（てんぼう） - 字中屋敷（なかやしき） - 字西屋敷（にしやしき） | - 字野田ノ入（のだのいり） - 字東屋敷（ひがしやしき） - 字前田（まえだ） - 字丸山越（まるやまごし） - 字間渡（まわたり） - 字迎畑（むかいばた） - 字薮下（やぶした） - 字山ノ田（やまのだ） - 字山本（やまもと） |

## 世帯数と人口
2019年（令和元年）5月1日現在の世帯数と人口は以下の通りである。
| 町丁   | 世帯数  | 人口    |
| ------ | ------- | ------- |
| 蓑川町 | 634世帯 | 1,600人 |

### 人口の変遷
国勢調査による人口の推移
| 1995年（平成7年）  | 1,906人 | [ 5 ] |  |
| 2000年（平成12年） | 1,205人 | [ 6 ] |  |
| 2005年（平成17年） | 1,226人 | [ 7 ] |  |
| 2010年（平成22年） | 1,165人 | [ 8 ] |  |
| 2015年（平成27年） | 1,304人 | [ 9 ] |  |

## 学区
市立小・中学校に通う場合、学区は以下の通りとなる。
| 字・区域                               | 小学校             | 中学校             | 高等学校普通科 |
| -------------------------------------- | ------------------ | ------------------ | -------------- |
| 字荒古 字井ノ口 字川田 字清水田 字迎畑 | 岡崎市立緑丘小学校 | 岡崎市立竜南中学校 | 三河学区       |
| その他                                 | 岡崎市立藤川小学校 | 岡崎市立東海中学校 | 三河学区       |

## 歴史
額田郡蓑川村を前身とする。

### 町名の由来
美濃国里見城主の土岐頼直が日蓮宗長福寺に田畑を寄進したことから、竜泉寺川中・下流一帯を「美濃川」と称し、後に蓑川と改めたことによる。

### 沿革
- 1889年（明治22年）10月1日 - 町村制施行・合併に伴い、額田郡藤川村大字蓑川となる[12]。
- 1955年（昭和30年）2月1日 - 岡崎市へ編入し、同市蓑川町となる[13]。
- 1975年（昭和50年）12月16日 - 一部が美合新町となる[13][14]。
- 2001年（平成13年）2月10日 - 一部が蓑川新町・藤川荒古となる[14]。
- 2021年（令和3年）8月21日 - 1～3丁目を設置。一部がみはらし台1～2丁目となる[15]。

## 交通

### 鉄道
- 名鉄名古屋本線
  - 通過するのみである

### 道路
- 愛知県道327号市場福岡線
  - 藤川街道

## 施設

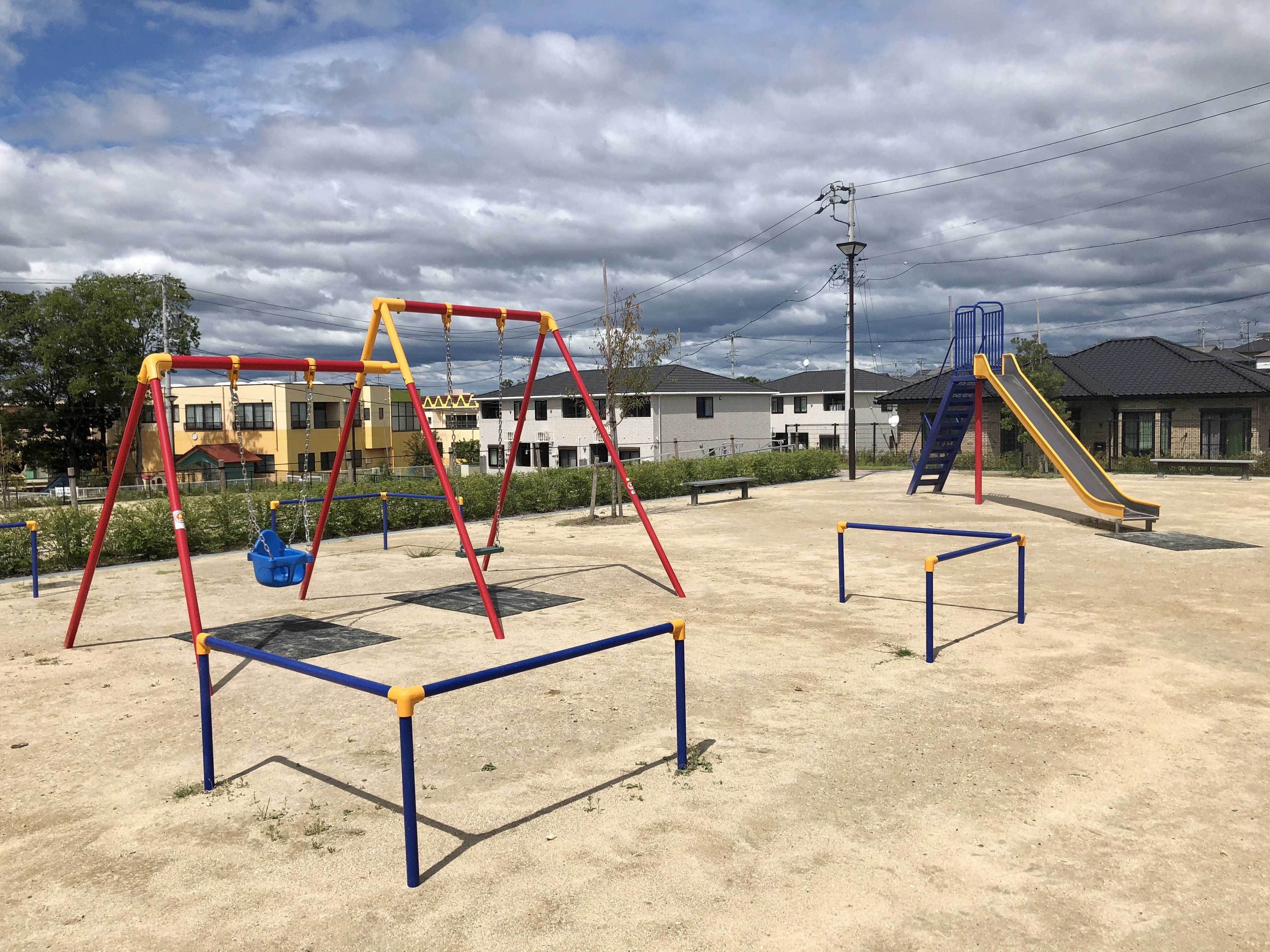
蓑川中央公園

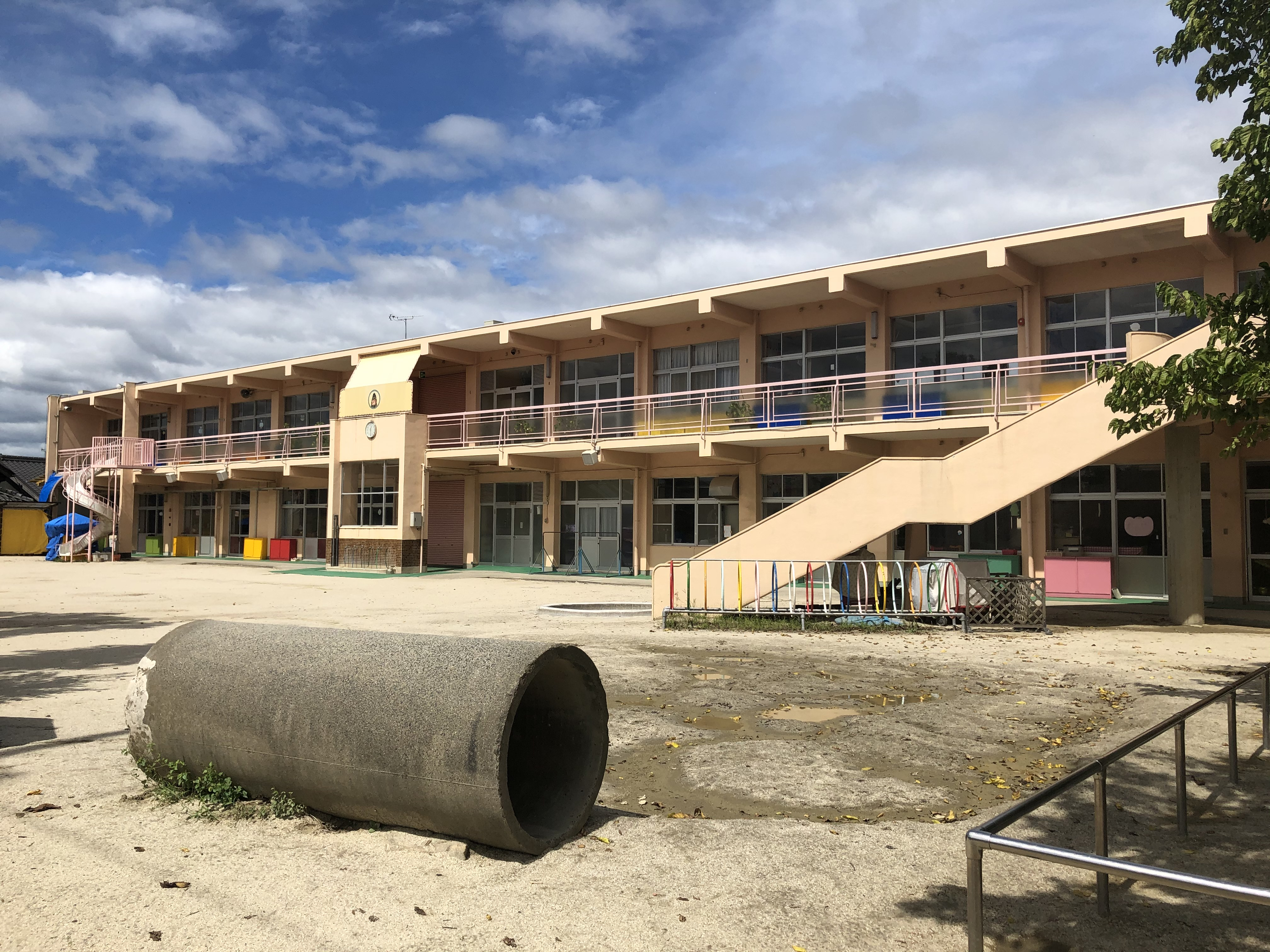
竹の子幼稚園

- 学校法人蓑川学園 竹の子幼稚園
- 林福寺
- 松尾神社
- みはらし公園
- 蓑川中央公園

## その他

### 日本郵便
- 郵便番号 : 444-3525[3]（集配局：岡崎郵便局[16]）。

## 参考資料
- 「角川日本地名大辞典」編纂委員会 編『角川日本地名大辞典 23 愛知県』角川書店、1989年3月8日。ISBN 4-04-001230-5。
- 有限会社平凡社地方資料センター 編『日本歴史地名大系第23巻 愛知県の地名』平凡社、1981年。ISBN 4-582-49023-9。
- 新編岡崎市史編さん委員会 編『新編岡崎市史 総集編 20』1993年。